# Virgilio Expósito
Virgilio Hugo Expósito (* 3. Mai 1924 in Zárate; † 25. Oktober 1997) war ein argentinischer Tangokomponist und Pianist.

## Wirken
Expósito komponierte vierzehnjährig mit Maquillaje und wenige Jahre später mit Naranjo en flor – beide nach Texten seines Bruders Homero Expósito – zwei Klassiker des Tangos. Bekannt wurden auch der Bolero Vete de mí, die Walzer Absurdo und Tu casa ya no está und die Tangos Farol, Oro falso, Siempre París und Chau, no va más (alle nach Texten seines Bruders) sowie Instrumentalstücke wie Chau Piazzolla und Parisien (mit Héctor Stamponi). Mit seinem Bruder vollendete er auch Enrique Discépolos Tango Fangal.

## Quelle
- Virgilio Expósito auf Todo Tango
- Virgilio Expósito in der Datenbank Find a Grave
- Virgilio Expósito bei IMDb

| Personendaten    | Personendaten                             |
| ---------------- | ----------------------------------------- |
| NAME             | Expósito, Virgilio                        |
| ALTERNATIVNAMEN  | Expósito, Virgilio Hugo                   |
| KURZBESCHREIBUNG | argentinischer Tangokomponist und Pianist |
| GEBURTSDATUM     | 3. Mai 1924                               |
| GEBURTSORT       | Zárate                                    |
| STERBEDATUM      | 25. Oktober 1997                          |